# Ваља Чучулуј (Алба)
Ваља Чучулуј (рум. Valea Ciuciului) насеље је у Румунији у округу Алба у општини Ношлак. Oпштина се налази на надморској висини од 343 m.

## Становништво
Према подацима из 2002. године у насељу је живело 16 становника, од којих су сви румунске националности.